# Jervis Bay (schip, 1922)
De Jarvis Bay was een passagiersschip dat in 1939 werd gevorderd door de Britse marine onder de naam HMS Jervis Bay. Het werd bewapend en ingezet als hulpkruiser. In november 1940 was de Jervis Bay het enige escorteschip van een konvooi richting Engeland. Het konvooi werd onderschept door de Admiral Scheer. De Jervis Bay ging de strijd aan en ging ten onder na enkele voltreffers. Veel schepen van het konvooi konden ontsnappen door deze actie.
De Jervis Bay was een Brits passagiersschip gebouwd in 1922. Het was eigendom van de Aberdeen & Commonwealth Line. Op 24 augustus 1939 werd het schip door de Britse marine gevorderd en als hulpkruiser ingericht. Het werd bewapend met zeven 6 inch-kanonnen en twee 3 inch-kanonnen.
Na een korte periode actief te zijn geweest in het zuidelijke deel van de Atlantische Oceaan werd het ingezet als escorteschip voor konvooien in het noorden van de Atlantische Oceaan. Het was het enige escorteschip van konvooi HX84. HX84 bestond uit 37 schepen en was vertrokken van Halifax. Op 5 november 1940 stuitte het konvooi op het Duitse vestzakslagschip Admiral Scheer. Ondanks het ontbreken van enig pantser en een veel lichtere bewapening ging kapitein Fogerty Fegen (1891-1940) ten aanval. De overige koopvaardijschepen kregen het bevel zich te verspreiden. De Jervis Bay kreeg enkele voltreffers maar wist de Admiral Scheer drie uur aan zich te binden. Na vier uur ging het schip op 1400 kilometer ten zuidzuidoosten van Reykjavik ten onder. Van de 254 bemanningsleden werden 68 overlevenden korte tijd later uit het water gered door de Zweedse schip Stureholm.
Door de aanval wist een zeer groot deel van het konvooi te ontsnappen. De Admiral Scheer slaagde er nog in om zeven schepen van het konvooi tot zinken te brengen. Kapitein Fegen werd postuum onderscheiden met het Victoria Cross.